# Форт-Александер 3
Форт-Александер 3 (англ. Fort Alexander 3) — індіанська резервація в Канаді, у провінції Манітоба, у межах невключеної частини переписної області №19.

## Населення
За даними перепису 2016 року, індіанська резервація нараховувала 1929 осіб, показавши скорочення на 8,1%, порівняно з 2011-м роком. Середня густина населення становила 21,2 осіб/км².
З офіційних мов обидвома одночасно володіли 10 жителів, тільки англійською — 1 890. Усього 290 осіб вважали рідною мовою не одну з офіційних, з них усі — одну з корінних мов.
Працездатне населення становило 29,6% усього населення, рівень безробіття — 23,4%.
Середній дохід на особу становив $17 408 (медіана $12 624), при цьому для чоловіків — $15 212, а для жінок $19 720 (медіани — $8 016 та $15 413 відповідно).
21,6% мешканців мали закінчену шкільну освіту, не мали закінченої шкільної освіти — 55,6%, 23,2% мали післяшкільну освіту, з яких 21,7% мали диплом бакалавра, або вищий.
| Статево-вікова структура населення | Статево-вікова структура населення | Статево-вікова структура населення | Статево-вікова структура населення | Статево-вікова структура населення |
| ---------------------------------- | ---------------------------------- | ---------------------------------- | ---------------------------------- | ---------------------------------- |
|                                    |                                    |                                    |                                    |                                    |
| Всього                             | Всього                             | 51,6%48,4%                         |                                    |                                    |
| 0 — 14 років                       | 0 — 14 років                       |                                    | 31,3%                              | 31,3%                              |
| 15 — 64 років                      | 15 — 64 років                      |                                    | 61,5%                              | 61,5%                              |
| 65 і більше                        | 65 і більше                        |                                    | 7,2%                               | 7,2%                               |
| 85 і більше                        | 85 і більше                        |                                    | 0,3%                               | 0,3%                               |
| Середній вік (років)               | Середній вік (років)               | 31,030,3                           | 30,6                               | 30,6                               |
| Медіана (років)                    | Медіана (років)                    | 26,124,9                           | 25,3                               | 25,3                               |
| — чоловіки — жінки                 |                                    |                                    |                                    |                                    |

| Походження мешканців:     | Походження мешканців:     | Походження мешканців: | Походження мешканців: | Походження мешканців: |
| ------------------------- | ------------------------- | --------------------- | --------------------- | --------------------- |
| Походження                |                           |                       | осіб                  | %                     |
| Корінні американці        | Корінні американці        |                       | 1 895                 | 99.74%                |
| Інше північноамериканське | Інше північноамериканське |                       | 10                    | 0.53%                 |
| Європейське               | Європейське               |                       | 135                   | 7.11%                 |
| британське                | британське                |                       | 30                    | 1.58%                 |
| французьке                | французьке                |                       | 95                    | 5%                    |
| Азійське                  | Азійське                  |                       | 10                    | 0.53%                 |

## Клімат
Середня річна температура становить 1,9°C, середня максимальна – 23,2°C, а середня мінімальна – -24,2°C. Середня річна кількість опадів – 512 мм.
| Клімат поселення                              | Клімат поселення | Клімат поселення | Клімат поселення | Клімат поселення | Клімат поселення | Клімат поселення | Клімат поселення | Клімат поселення | Клімат поселення | Клімат поселення | Клімат поселення | Клімат поселення | Клімат поселення |
| Показник                                      | Січ.             | Лют.             | Бер.             | Квіт.            | Трав.            | Черв.            | Лип.             | Серп.            | Вер.             | Жовт.            | Лист.            | Груд.            |                  |
| Середній максимум, °C                         | −12,42           | −8,74            | −1,89            | 8,18             | 16,23            | 21,86            | 23,18            | 21,92            | 15,86            | 9,12             | −0,84            | −10,7            |                  |
| Середня температура, °C                       | −18,34           | −14,67           | −7,81            | 2,26             | 10,32            | 15,93            | 19,28            | 18,00            | 11,93            | 5,21             | −4,75            | −14,62           |                  |
| Середній мінімум, °C                          | −24,24           | −20,57           | −13,74           | −3,66            | 4,39             | 10,02            | 15,36            | 14,08            | 8,02             | 1,29             | −8,68            | −18,54           |                  |
| Норма опадів, мм                              | 21               | 14               | 22               | 25               | 54               | 86               | 75               | 69               | 58               | 40               | 27               | 21               |                  |
| Середньомісячна швидкість вітру, м/с          | 3.50             | 3.43             | 3.65             | 3.80             | 3.90             | 3.60             | 3.40             | 3.60             | 3.90             | 4.12             | 4.00             | 3.60             |                  |
| Середньомісячна сонячна радіація, кДж/м²·день | 4215             | 7558             | 12610            | 17360            | 20088            | 20962            | 21280            | 18002            | 12175            | 7147             | 4012             | 3057             |                  |
| --------------------------------------------- | ---------------- | ---------------- | ---------------- | ---------------- | ---------------- | ---------------- | ---------------- | ---------------- | ---------------- | ---------------- | ---------------- | ---------------- | ---------------- |
| Джерело:                                      |                  |                  |                  |                  |                  |                  |                  |                  |                  |                  |                  |                  |                  |